# Санай Мін
Санай Мін (*бірм. စနေမင်, 1 квітня 1673  — 22 серпня 1714) — 13-й володар імперії Таунгу у 1698—1714 роках.

## Життєпис
Походив з Другої династії Таунгу. Син Міньєчавдіна. Народився 1673 року, отримавши ім'я Дабаїн Мінта. 8 вересня 1688 року оголошений спадкоємцем трону. 1698 року спокійно спадкував після смерті батька. Не зміг протидіяти подальшому занепаду держави. Все більше посилюється вплив сановників, місцевої знаті та військовиків. Спочатку оголосив свого брата Паган Саррка спадкоємцем трону, але після народження в Саная власного сина Танінґанвая оголосив вже того спадкоємцем. В свою чергу передав місто Паган своєму братові.
Послаблення авторитету монаршої влади позначилося на посиленні буддійського духовенство, секти якого Атін й Ананг почали між собою запеклу боротьбу, на яку Санай Мін не зміг ніяк вплинути. Це в свою чергу послаблювало авторитет духовенство, на який тривалий час спиралися попередні володарі Таунгу.
Помер 1714 року. Його трон спадкував син Танінґанвай.